# Alphonsea lutea
Alphonsea lutea (Roxb.) Hook.f. & Thomson – gatunek rośliny z rodziny flaszowcowatych (Annonaceae Juss.). Występuje naturalnie na Sri Lance, w Mjanmie oraz Indiach (w stanach Arunachal Pradesh, Asam, Karnataka, Maharasztra, Orisa i Tamilnadu). 

## Morfologia
PokrójZimozielone drzewo. Młode pędy są owłosione.
LiścieMają podłużny, owalny lub eliptyczny kształt. Mierzą 10–15 cm długości oraz 3,5–7 cm szerokości. Są lekko owłosione od spodu. Nasada liścia jest zaokrąglona. Wierzchołek jest spiczasty. Ogonek liściowy jest nagi i dorasta do 3 mm długości.
KwiatySą zebrane w gęstych pęczkach. Działki kielicha są omszone, zrośnięte i dorastają do 2–3 mm długości. Płatki mają owalny kształt. Osiągają do 10 mm długości. Kwiaty mają kilka owłosionych i podłużnych słupków o długości 2–3 mm.
OwoceZłożone. Są owłosione i mają jajowaty kształt. Osiągają 15 mm.

## Biologia i ekologia
Kwitnie od kwietnia do maja, natomiast owoce pojawiają się w sierpniu.